# Ali Zein
Ali Zein (de son nom complet Ali Zein El Abedin Ali Ismail Mohamed en arabe : علي زين العابدين علي إسماعيل محمد), né le 14 décembre 1990 en Égypte, est un handballeur international égyptien évoluant au poste d'arrière gauche. International égyptien depuis 2009, il a évolué pour le club français du Pays d'Aix Université Club handball entre 2016 et 2018 puis a remporté la Ligue des champions en 2022 avec le FC Barcelone. Il rejoint le club roumain du Dinamo Bucarest à compte de la saison 2022-2023.

## Biographie
Après avoir débuté au handball au Caire à l'âge de 7 ans et rejoint le prestigieux club égyptien d'Al Ahly, l'arrière gauche évolue lors de la saison 2013-2014 pour l'Étoile sportive du Sahel en Tunisie. Après deux saisons aux Emirats Arabes Unis à l'Al-Jazira Club, il rejoint en 2016 le Pays d'Aix Université Club handball.
Après avoir été sélectionné en équipe nationale jeune en 2005, il devient en 2009 le plus jeune joueur à évoluer en équipe nationale égyptienne. Il participe ainsi aux Championnats du monde 2013 et 2015, aux Jeux olympiques 2016 mais est forfait pour le Championnat du monde 2017. En 2018, son contrat n'est pas prolongé à Aix et il rejoint le club émirati de Charjah, entraîné par l'Algérien Salah Bouchekriou.

## Palmarès

### Club
Compétitions internationales
- Vainqueur de la Ligue des champions d'Afrique (1) : 2012
- Vainqueur de la Coupe d'Afrique des vainqueurs de coupe (2) : 2013 , 2025
- Vainqueur de la Ligue des champions (1) : 2022
- Finaliste de la Coupe du monde des clubs : 2021
- Vainqueur de la Supercoupe d'Afrique :(2) 2023 , 2025

Compétitions nationales
- Vainqueur du Championnat d'Égypte (1) : 2013
- Vainqueur de la Coupe de Tunisie (1) : 2014
- Vainqueur du Championnat des Émirats arabes unis : 2016
- Vainqueur de la Coupe des président des Émirats arabes unis : 2016
- Vainqueur du Championnat des Émirats arabes unis (3) :  2019, 2020, 2021
- Vainqueur de la Coupe des Émirats arabes unis  (2) :  2019, 2021
- Vainqueur de la Coupe des président des Émirats arabes unis (3) : 2019, 2020, 2021
- Vainqueur de la Supercoupe des Émirats arabes unis  (2) : 2018, 2019
- Vainqueur de la Supercoupe Émirats arabes unis-Bahrain (1) : 2019
- 3e place de la Ligue des champions d'Asie : 2018, 2019
- Vainqueur de la Coupe de l’Émir du Qatar : 2021
- Vainqueur de la Coupe du Qatar (1) : 2021
- Vainqueur de la Supercoupe d'Espagne  (1) : 2021
- Vainqueur du Championnat d'Espagne  (1) : 2022
- Vainqueur de la Coupe du Roi (1) : 2022
- Vainqueur de la Coupe ASOBAL (1) : 2022
- Vainqueur de la Supercoupe de Roumanie (3): 2022 ,2023, 2024
- Vainqueur du Championnat de Roumanie (3): 2023, 2024, 2025
- Vainqueur de la Coupe de Roumanie (2): 2024, 2025

### Sélection nationale
Championnats du monde
- 16e place au Championnat du monde 2013,  Espagne
- 14e place au Championnat du monde 2015,  Qatar
- 8e place au Championnat du monde 2019,  Danemark et  Allemagne
- 7e place au Championnat du monde 2021,  Égypte

Jeux olympiques
- 9e place aux Jeux olympiques 2016,  Brésil
- 4e place aux Jeux olympiques 2020,  Japon

Championnat d'Afrique des nations
- Vainqueur du Championnat d'Afrique des nations 2016
- Finaliste du Championnat d'Afrique des nations 2018
- Vainqueur du Championnat d'Afrique des nations 2020
- Vainqueur du Championnat d'Afrique des nations 2022

Jeux méditerranéens
- Vainqueur des Jeux méditerranéens de 2013
- Finaliste des Jeux méditerranéens de 2022

### Distinctions individuelles
- élu meilleur joueur du Championnat d'Afrique des nations 2018
- élu meilleur arrière gauche du Championnat d'Afrique des nations 2020
- élu Meilleur arrière gauche du Championnat d'Afrique des nations 2022
- Prix du meilleur professionnel de la Ligue de handball des Émirats arabes unis 2019